# Nadine Khouzam
Nadine Khouzam (Anderlecht, 21 juni 1990) is een Belgisch hockeyspeelster. 

## Levensloop
Ze speelt voor Royal Wellington THC en is lid van de Belgische vrouwenhockeyploeg. Ze studeert burgerlijk ingenieur aan de ULB. 
Khouzam won de Gouden Stick 2009 bij de beloften meisjes.
Khouzam werd geselecteerd voor de ploeg die zich heeft geplaatst voor de Olympische Spelen van Londen. 